# Naenia (geslacht)
Naenia is een geslacht van nachtvlinders uit de familie van de Uilen (Noctuidae).
De naam "Naenia" verwijst naar de Romeinse god van begrafenissen Nenia.

## Soorten
- Naenia contaminata (Walker, 1865)
- Naenia typica (Linnaeus, 1758)